# Rövarkissen
Rövarkissen (engelska: The Robber Kitten) är en amerikansk animerad kortfilm från 1935. Filmen ingår i Silly Symphonies-serien.

## Handling
Ambrose är en kattunge som hellre vill leka rövare än att ta ett varmt bad som hans mamma gjort i ordning. På vägen träffar han rövaren Dirty Bill. Ambrose berättar sedan en historia om att han rånat en diligens. Bill tror honom, men när han väl går igenom "bytet" är det bara vanliga kakor. Ambrose blir rädd för Bill när denne blir arg och flyr hem till sitt varma bad.

## Om filmen
Filmen kom att bearbetas till tidningsserie, som Silly Symphony och en vecka efter avsnittet "The Boarding-School Mystery" baserat på Silly Symphonies-kortfilmen Sköldpaddan och haren; detta varade från 24 februari till 21 april 1935. Som tidningsserie gick historien under titeln "The Adventures of Ambrose the Robber Kitten".
Filmens handling gav inspiration till Merrie Melodies-kortfilmen Fagin's Freshman som kom ut 1939.
Filmen finns utgiven på DVD.

## Rollista
- Shirley Reed – Ambrose
- Billy Bletcher – Dirty Bill
- Clarence Nash – hästgnäggande, Ambroses Tarzan-röst
- Elvia Allman – Ambroses mamma[5]